# Пен Аргајл (Пенсилванија)
Пен Аргајл (енгл. Pen Argyl) град је у америчкој савезној држави Пенсилванија.

## Демографија
По попису из 2010. године број становника је 3.595, што је 20 (-0,6%) становника мање него 2000. године.
| Група             | 2000.         | 2010.         |
| Белци             | 3.517 (97,3%) | 3.352 (93,2%) |
| Афроамериканци    | 17 (0,5%)     | 41 (1,1%)     |
| Азијати           | 20 (0,6%)     | 15 (0,4%)     |
| Хиспаноамериканци | 44 (1,2%)     | 143 (4,0%)    |
| Укупно            | 3.615         | 3.595         |